# Jan Stejskal
Jan Stejskal (Brno, 15 de janeiro de 1962) é um ex-futebolista profissional tcheco que atuava como goleiro.

## Carreira
Jan Stejskal fez parte do elenco da Tchecoslováquia, da Copa do Mundo de 1990.